# キャロライン・ブリス
キャロライン・ブリス（Caroline Bliss、1961年7月12日 - ）は、イギリスの女優。作曲家アーサー・ブリスの曾孫である。2代目マネーペニー役として知られる。身長168cm。

## 来歴
1982年、アメリカ合衆国製作のテレビドラマ "Charles & Diana: A Royal Love Story" で、レディ・ダイアナ・スペンサー（後のダイアナ妃）を演ずる。
ティモシー・ダルトンが4代目ジェームズ・ボンドを演じた『007 リビング・デイライツ』では、ロイス・マクスウェルの後を継ぎ、ボンドの上司 M（ロバート・ブラウン） の秘書でありボンドに想いを寄せる友人、マネーペニー役となる。歴代で最も若い年齢でマネーペニーを演じた（26歳）。先代のマネーペニーは初代ボンドのショーン・コネリーの年齢に合わせて30代半ばから40代の中年の設定だったが、ボンドが若返るということでマネーペニーもそれに合わせて若い設定になり、彼女に白羽の矢が立った。オーディションでは50～60人の候補がいたという。出番は少ないながらも、両作品とも劇中でストーリーに絡む役を好演。結果的にダルトン同様、2作品のみで降板したものの007シリーズファンからの支持は高く、続投を望む声が多かった。
イギリスのテレビシリーズ "The Paradise Club"には、セミレギュラー出演した。その後もイギリスで活躍している。

## 主な出演作品
- Charles & Diana: A Royal Love Story （1982年）
- 007 リビング・デイライツ　007 Living Daylights （1987年）
- 007 消されたライセンス　007 Licence to Kill （1989年）
- The Paradise Club （1989年 - 1990年）